# Anomalon secernendum
Anomalon secernendum là một loài tò vò trong họ Ichneumonidae.